# Nguyễn Tự Tân
Nguyễn Tự Tân (1848-1885) là Phó quản lực lượng hương binh trong phong trào Cần Vương tỉnh Quảng Ngãi, Việt Nam.

## Tiểu sử
Nguyễn Tự Tân sinh ra trong một gia đình khá giả ở làng Trung Sơn, nay thuộc xã Bình Phước, huyện Bình Sơn, tỉnh Quảng Ngãi.
Ông thông minh và hiếu học. Năm 21 tuổi (Mậu Thìn, 1868), ông đỗ tú tài tại trường Hương Bình Định, nhưng không ra làm quan mà ở nhà làm ruộng và dạy học.
Căm thù quân Pháp xâm lược, Nguyễn Tự Tân cùng với Lê Trung Đình, Nguyễn Tấn Kỳ xây dựng chiến khu kháng Pháp ở Tuyền Tung (phía Tây huyện Bình Sơn). Đến đầu năm 1885, thì số hương binh Bình Sơn do Lê Trung Đình làm Tả vệ hương binh chánh quản, Nguyễn Tự Tân làm Hữu vệ hương binh phó quản đã lên đến con số ba ngàn người.
Ngày 5 tháng 7 năm 1885, kinh thành Huế thất thủ. Phụ chính Tôn Thất Thuyết đưa vua Hàm Nghi chạy đến chiến khu Tân Sở (Quảng Trị) ban bố dụ Cần Vương (13 tháng 7 năm 1885).
Nhận được dụ, Lê Trung Đình và Nguyễn Tự Tân cùng với các cộng sự khác kéo đến đòi các quan lại đầu tỉnh cấp vũ khí, lương thực để chống Pháp, nhưng bị từ chối. Ngay trong đêm ấy, các ông dẫn toàn thể hương binh vượt sông Trà Khúc tấn công tỉnh thành.
Hương binh làm chủ tỉnh thành được một hai hôm, thì vào ngày 5 tháng 6 năm Ất Dậu (16 tháng 7 năm 1885), quyền Tiễu Phủ sứ Sơn phòng Nghĩa-Định bấy giờ là Nguyễn Thân (trước theo Nghĩa hội Quảng Ngãi, sau theo pháp) cùng Đề đốc Đinh Hội đem khoảng 900 biền binh tiến về tỉnh thành mở cuộc vây đánh.
Phó quản hương binh Nguyễn Tự Tân bị giết tại trận cùng sáu viên chỉ huy khác, còn chánh quản Lê Trung Đình thì bị bắt, sau cũng bị xử chém tại góc phía Bắc thành Quảng Ngãi.
Sau Cách mạng tháng Tám năm 1945, chính quyền đổi tên phủ Bình Sơn thành phủ Nguyễn Tự Tân. Đến năm 1946 thì đổi lại tên cũ là huyện Bình Sơn.
Nhà thờ và mộ ông Nguyễn Tự Tân nằm ở thôn Phước Thọ xã Bình Phước, huyện Bình Sơn được xếp loại di tích văn hóa cấp tỉnh.

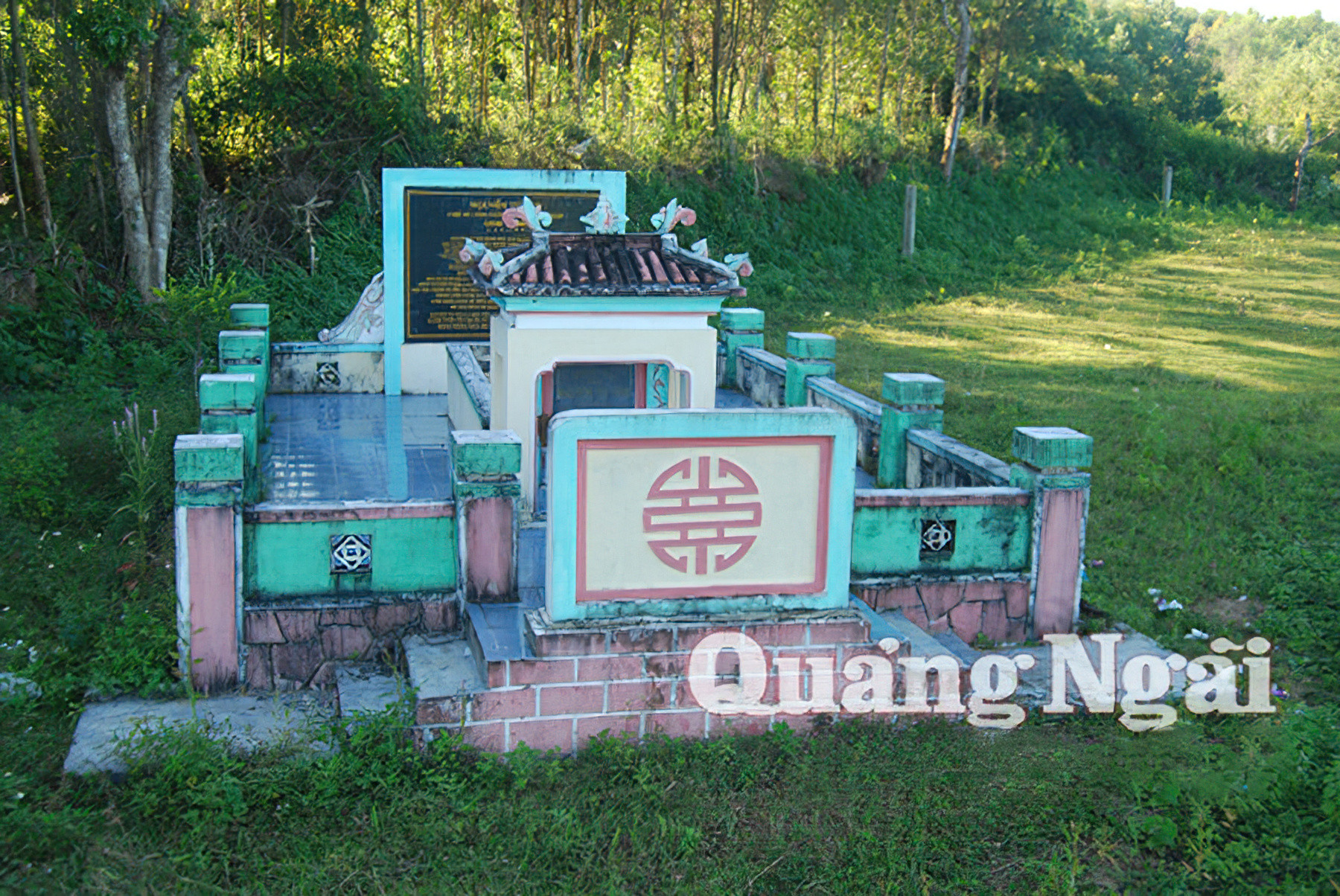
Mộ Nguyễn Tự Tân tại Tỉnh Quảng Ngãi

Hiện nay, ở Quảng Ngãi có một con đường và một trường học mang tên Nguyễn Tự Tân. Tại huyện Bình Sơn quê hương ông, tên ông còn được đặt cho một Trường chuyên Trung học Cơ sở: Trường THCS Nguyễn Tự Tân có trụ sở tại thị trấn Châu Ổ.